# Otto Sinding
Pour les articles homonymes, voir Sinding.
Otto Ludvig Sinding (16 décembre 1842 - 23 novembre 1909) est un peintre norvégien. Il étudie à l'académie de Christiania et poursuit sa formation sous la direction de Hans Gude à Karlsruhe, où il rencontre Wilhelm Ludwig Friedrich Riefstahl et Karl Theodor von Piloty dont il subit les influences.
Il est le frère du comprositeur Christian Sinding et du sculpteur Stephan Sinding.

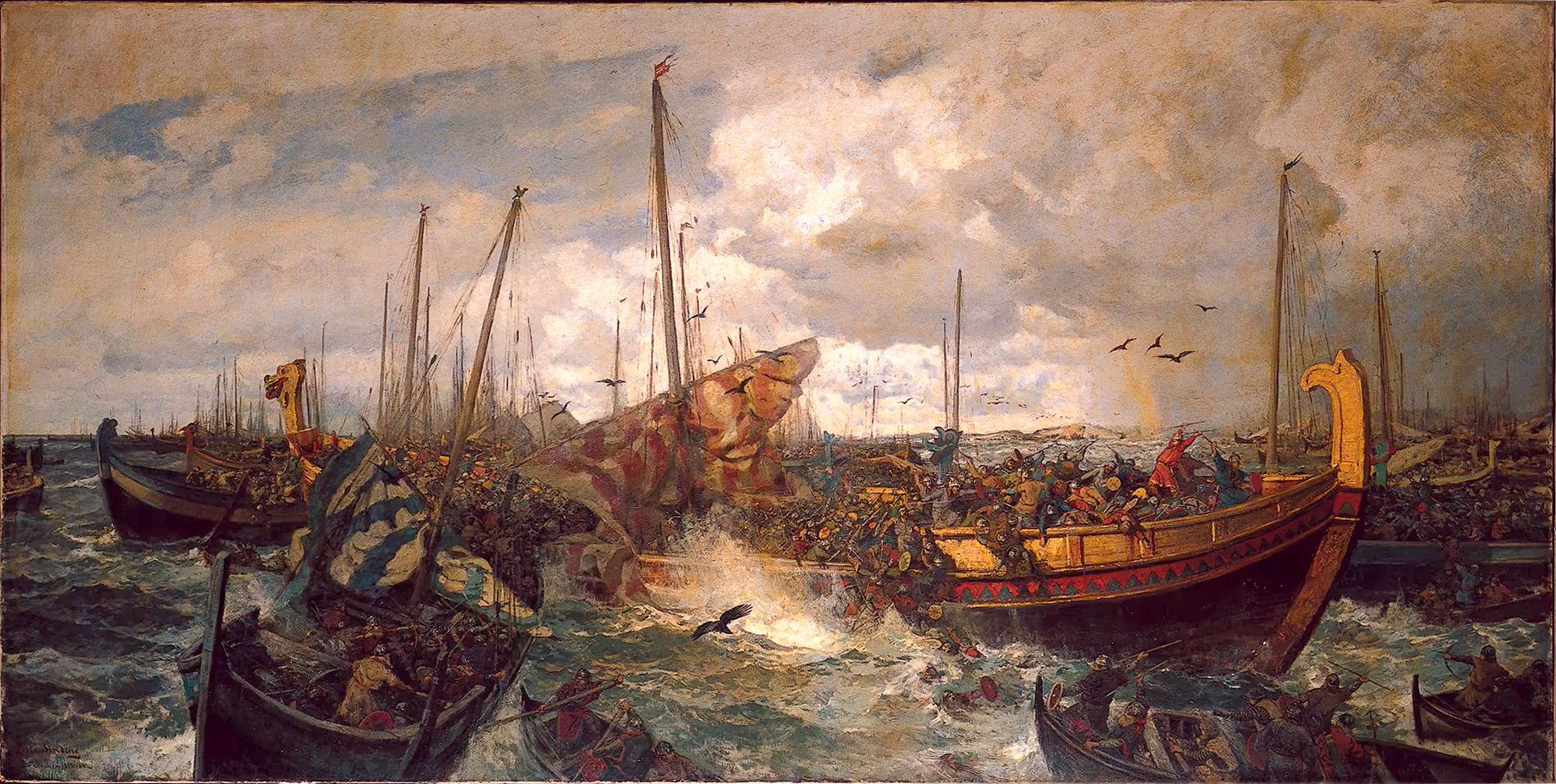
Bataille de Svolder

Ses thèmes de prédilection sont la nature de son pays, la vie des gens et l'histoire. Ses paysages des îles Lofoten sont probablement ses meilleures œuvres.

## Biographie
Sinding est né à Kongsberg. Il a une importante famille, artistiquement douée : le compositeur Christian Sinding (1856-1941) et le sculpteur Stephan Sinding (1846-1922) sont ses frères.
Il entre en contact avec Wilhelm Friedrich Ludwig Riefstahl et Karl Theodor von Piloty. Plus tard, Sinding se rend à Munich où il fait la connaissance d'Arnold Böcklin. Les peintures de cette époque sont probablement inspirées par sa rencontre avec Böcklin et par les quatre années passées avec Piloty.